# Tim Vreugdenhil
Willem Jan Matthijs (Tim) Vreugdenhil ('s-Hertogenbosch, 1975) is een Nederlandse predikant binnen de Protestantse Kerk in Nederland, en eerder de Gereformeerde Kerken Vrijgemaakt. Hij geniet vooral bekendheid als kerkplanter.

## Levensloop
Vreugdenhil werd geboren in een gezin met een Gereformeerd Vrijgemaakte achtergrond. Hij heeft een jongere broer. Zijn grootvader Willem Vreugdenhil was predikant. Vreugdenhil groeide op in Hardenberg en ging na de middelbare school theologie studeren aan de Theologische Universiteit Kampen en met een aanvullend jaar aan de Humboldtuniversiteit in Berlijn. 
Na het afronden van zijn studie in 2001 ontving Vreugdenhil een beroep van de Gereformeerde Kerk vrijgemaakt in Amstelveen. Na tweeënhalf jaar besloot de kerk wegens een fors dalend ledenaantal een doorstart te maken onder de naam Stadshartkerk. Met opener en meer evangelicale vormen trok het bezoekersaantal weer aan. Van 2010 tot 2012 was Vreugdenhil tevens predikant in de Christelijk Gereformeerde Amstelkerk.
Vreugdenhil stopte in 2015 bij de Stadshartkerk en maakte uit "pragmatische redenen" de overstap naar de PKN. Vanuit een pioniersplek richt hij zich op Amsterdammers zonder band met het christelijk geloof. Dit doet hij onder andere onder de noemer standup-theoloog, waarin Vreugdenhil tijdens een preek zijn gedachten formuleert over een actueel thema.

## Persoonlijk
Vreugdenhil is getrouwd en heeft twee kinderen.